# Mark Ovendale
Mark John Ovendale (Leicester, 22 de novembro de 1973 - 29 de agosto de 2011) foi um futebolista inglês que atuava como goleiro.
Iniciou sua carreira no time local de Leverington, antes de ir para o Wisbech Town F.C. Depois foi para o Northampton Town F.C., jogando seis partidas na temporada 1994-95 da liga. Em agosto de 1997 foi contratado pelo clube campeão gaulês Barry Town F.C.. Defendeu ainda o A.F.C. Bournemouth, Luton Town F.C., York City F.C. e Tiverton Town F.C.. Foi forçado a se aposentar em 2007 após um contusão e faleceu quatro anos mais tarde devido às complicações de um câncer.